# NGC 3068
NGC 3068 este o interacțiune de galaxii situată în constelația Leul. A fost descoperită în 12 martie 1785 de către William Herschel.